# Kino Atlas

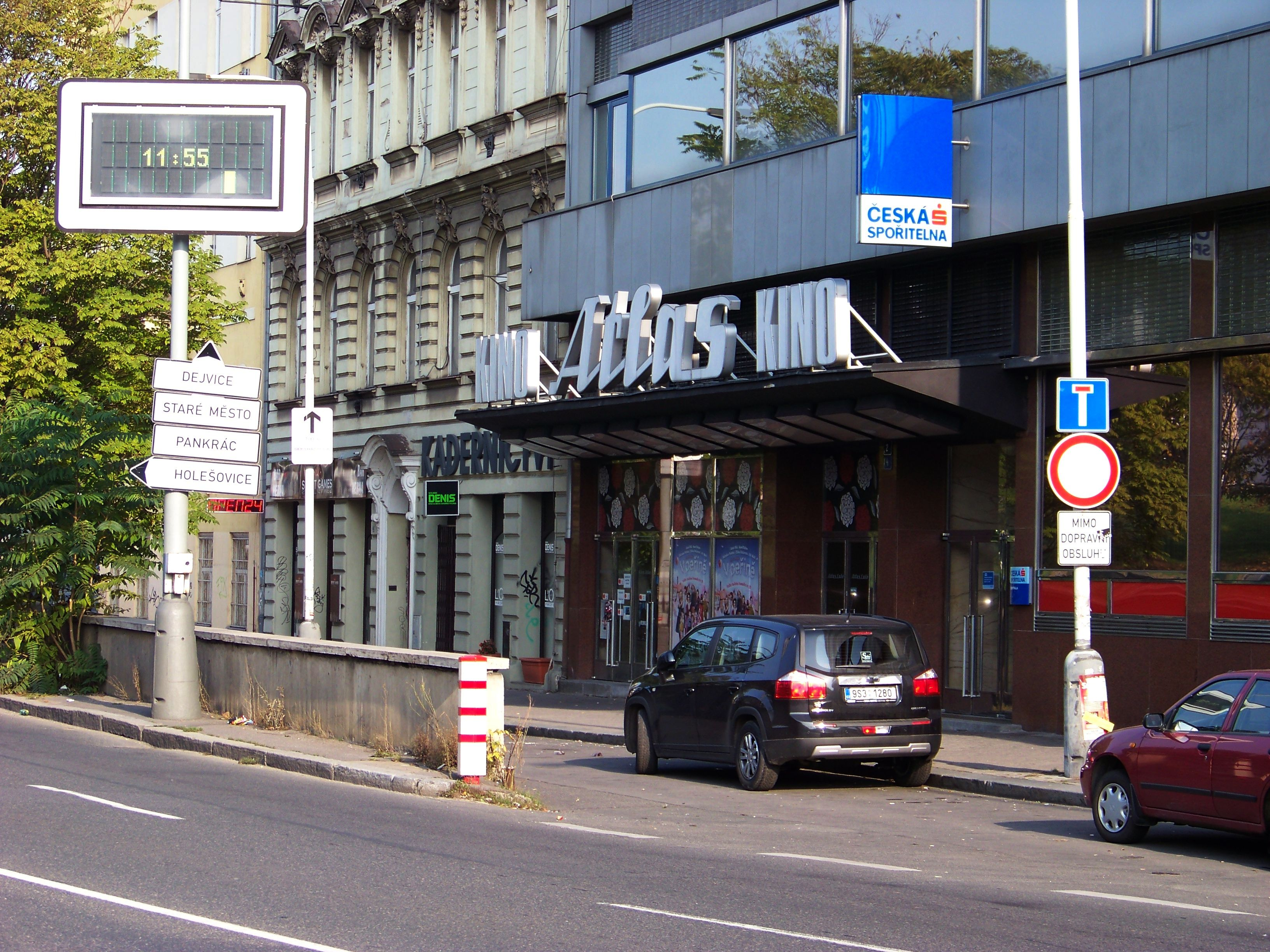
Kino Atlas, ulice Ke Štvanici

Kino Atlas je pražské dvousálové kino, které kombinuje mainstreamovou a artovou produkci a působí v jednom z dosud zachovaných a provozovaných kinosálů z doby před rokem 1990.

## Historie
Kinosál je umístěn v podzemí mohutné funkcionalistické budovy bývalého bankovního domu Atlas na nároží Sokolovské třídy a ulice Ke Štvanici na křižovatce Florenc. Objekt projektovali v letech 1935–1936 architekti František Josef Stalmach a Jan Hanuš Svoboda, žáci prof. Josefa Gočára. Projekt zahrnoval bankovní prostory, obytnou část a společenskou část (kino, bar a původně i taneční kavárnu v 1. patře).
Objekt byl dokončen až v roce 1942, ale po válce několikrát upravován. Plášť budovy a její vnitřní výzdoba je dnes chráněna Národním památkovým ústavem.
V letech 1948–2000 provozoval kino (pod názvem Sokolovo podle přilehlé hlavní třídy) Filmový podnik hl. m. Prahy. V srpnu 2002 byl kinosál pronajat novému provozovateli, ale vzápětí se ocitl více než deset metrů pod povodňovou hladinou a byl prakticky zničen.
Kino Atlas bylo po úplné rekonstrukci otevřeno 1. června 2005 (včetně druhého sálu, který je z prostorových důvodů vybaven jedinečnou technologií promítání odrazem v zrcadle).
Kino Atlas se uzavřelo v prosinci 2022.
Kino bylo znovu otevřeno 21. března 2023 pod novými nájemci. 

## Program
Dramaturgie kina zahrnuje širokou škálu filmové produkce: kromě projekce mainstreamových filmů včetně premiér (pro diváky, kteří preferují komorní prostředí) se v kinu promítají artové snímky nezávislých produkcí, přehlídky národních kinematografií (zejména ve spolupráci s nedalekým Skandinávským domem), festivaly (Jeden svět, Ozvěny MFF KV) a filmy z Projektu 100.

## Technologie
Projekční zařízení: klasické stroje 35 mm a 16 mm, digitální projekce (od roku 2009 také 3D).
Dva klimatizované sály:
- 128 míst (zvuk Dolby Digital)
- 58 míst (zvuk Dolby Stereo SR)

Kavárna / bar s kapacitou 50 míst k sezení a s WiFi připojením k internetu.